# 24 Frames
Pour plus de détails, voir Fiche technique et Distribution.
24 Frames est un film irano-français réalisé par Abbas Kiarostami, sorti en 2017. Il a été présenté lors du festival de Cannes 2017. C'est le dernier film du réalisateur, sorti après sa mort en 2016.

## Synopsis
Le film est constitué de 24 plans fixes, souvent en noir et blanc, mettant en scène des animaux sauvages ou domestiques : oiseaux, loups, cerfs, vaches, moutons, chevaux... La première séquence est une animation numérique du tableau de Brueghel l’Ancien, Chasseurs dans la neige.

## Fiche technique
- Titre : 24 Frames
- Réalisation et scénario : Abbas Kiarostami
- Photographie :
- Montage :
- Musique :
- Pays de production :  Iran,  France
- Langue originale : persan
- Format : couleur
- Genre : expérimental
- Durée : 120 minutes
- Dates de sortie :
  - France : 23 mai 2017 (Festival de Cannes 2017)